# Пятигорский, Леонид Моисеевич
Леони́д (Ла́зарь) Моисе́евич Пятиго́рский (17 мая 1909, Александровка (Фундуклеевка), Киевская губерния, ныне Кировоградская область) — 12 июня 1993) — советский физик-теоретик, соавтор Л. Ландау по первому изданию первого тома фундаментального курса по теоретической физике.

## Биография
Родился 17 мая 1909 года в семье Моисея Евсеевича Пятигорского и Марии Марковны Бродской. 17 мая 1919, в период Григорьевского мятежа, потерял всех родных от рук бандитов, был тяжело ранен в правую руку:

Наши все (с нами были еще родственники) стояли у стены, а бандиты — перед окнами у противоположной стены. Раздался залп. Убитых было человек 15. Мама была убита у входа в коридор. Один из бандитов взял моего отца и повел во двор. Он сказал отцу, что если тот отдаст ему зарытое где-то золото, то он его не тронет. Мы пошли к конюшне, и там отец нашел место, где была спрятана коробочка с деньгами, достал её и отдал бандиту. Бандит вывел меня и отца из сарая и выстрелил в отца. …Львовы видели и слышали все, что происходило во дворе. Нушка Львов <друг Л. М.> рассказал мне о том, чего я не помнил. Когда бандит выстрелил в папу, я бросился на бандита и стал рвать на его груди рубаху. Он отбросил меня и выстрелил. Я упал, бандит ушел.

Дальше я помню сам. Папа был еще жив. Пуля попала ему в горло. Понять, что он говорил, было трудно, но я понимал. Папа сказал, что в комнате остались Циля и Соня /Софья Марковна Бродская, младшая сестра матери. — Л.М/, и что я должен идти к ним. На дальнейшие вопросы он не отвечал. Через какое-то время я поднялся и пошел к дому. Голова закружилась, и я упал. Дальше опять со слов Львовых. Когда я упал, открылось окно, и через него перелезла Сонечка. Она разорвала простыню, перевязала мне руку выше локтя и тем самым остановила кровь. После этого она перетащила меня через окно в комнату… Ей было тогда семь лет, а мне десять.— Л. М. Пятигорский
1920—1925 — ампутация руки, детский дом, появление имени Лазарь; Член КПСС с 1930 г.
В 1926—1931 обучался в Харьковском физико-математическом институте (ныне — Харьковский национальный университет имени В. Н. Каразина). В 1931 году поступил в аспирантуру к Л. Д. Ландау, пятым защитил теорминимум Ландау. В 1935—1940 годах занимает должность заведующего кафедрой теоретической физики Харьковского гос. университета (ХГУ). В 1940 году выходит первое издание первого тома курса теоретической физики «Механика». В 1948 — издание книги «Энергия атомного ядра». В 1956 защищает диссертацию. С 1956 года руководит теоротделом во ВНИИФТРИ.